# 건희
건희(建熙)는 중국 전연(前燕) 유제(幽帝)의 연호이자 전연의 마지막 연호이다. 360년 정월에서 370년 11월까지 10년 11개월 동안 사용하였다. 370년 11월, 전진(前秦)의 부견(苻堅)의 공격으로 전연이 멸망하면서 폐지되었다.
같은 시기에 사용된 다른 연호로는 동진(東晉)에서 사용한 승평(昇平 : 357년 ~ 361년), 융화(隆和 : 362년 ~ 363년), 흥녕(興寧 : 363년 ~ 365년), 태화(太和 : 366년 ~ 371년), 전량(前凉)에서 사용한 건흥(建興 : 314년 ~ 361년), 승평(昇平 : 361년 ~ 376년), 전진(前秦)에서 사용한 감로(甘露 : 359년 ~ 364년), 건원(建元 : 365년 ~ 385년), 대(代)에서 사용한 건국(建國 : 338년 ~ 376년)이 있다.

## 개원
광수(光壽) 4년 1월 15일(360년 2월 17일)에 연호를 건희(建熙)로 개원함.

## 연대대조표
| 건희                | 원년            | 2년                 | 3년             | 4년                 | 5년        | 6년             | 7년             | 8년        | 9년        | 10년       |
| 서력                | 360년           | 361년               | 362년           | 363년               | 364년      | 365년           | 366년           | 367년      | 368년      | 369년      |
| 육십간지 (六十干支) | 경신(庚申)      | 신유(辛酉)          | 임술(壬戌)      | 계해(癸亥)          | 갑자(甲子) | 을축(乙丑)      | 병인(丙寅)      | 정묘(丁卯) | 무진(戊辰) | 기사(己巳) |
| 동진 (東晉)         | 승평(昇平) 4년  | 5년                 | 융화(隆和) 원년 | 2년 흥녕(興寧) 원년 | 2년        | 3년             | 태화(太和) 원년 | 2년        | 3년        | 4년        |
| 전량 (前凉)         | 건흥(建興) 48년 | 49년 승평(昇平) 5년 | 6년             | 7년                 | 8년        | 9년             | 10년            | 11년       | 12년       | 13년       |
| 전진 (前秦)         | 감로(甘露) 2년  | 3년                 | 4년             | 5년                 | 6년        | 건원(建元) 원년 | 2년             | 3년        | 4년        | 5년        |
| 대 (代)             | 건국(建國) 23년 | 24년                | 25년            | 26년                | 27년       | 28년            | 29년            | 30년       | 31년       | 32년       |
| 건희                | 11년            |                     |                 |                     |            |                 |                 |            |            |            |
| 서력                | 370년           |                     |                 |                     |            |                 |                 |            |            |            |
| 육십간지 (六十干支) | 경오(庚午)      |                     |                 |                     |            |                 |                 |            |            |            |
| 동진 (東晉)         | 5년             |                     |                 |                     |            |                 |                 |            |            |            |
| 전량 (前凉)         | 14년            |                     |                 |                     |            |                 |                 |            |            |            |
| 전진 (前秦)         | 6년             |                     |                 |                     |            |                 |                 |            |            |            |
| 대 (代)             | 33년            |                     |                 |                     |            |                 |                 |            |            |            |

## 같이 보기
- 중국의 연호